# Drepanonema groenlandicum
Drepanonema groenlandicum är en rundmaskart som först beskrevs av Lewinsen 1881.  Drepanonema groenlandicum ingår i släktet Drepanonema och familjen Draconematidae. Inga underarter finns listade i Catalogue of Life.